# Арсенал на демокрацията
„Арсенал на демокрацията“ (на английски: Arsenal of Democracy) е външнополитическа доктрина на Съединените американски щати в началния етап на Втората световна война.
В Междувоенния период Съединените щати следват политика на изолационизъм, фиксирана в поредица Закони за неутралитета, ограничаващи възможностите на правителството за намеса във военни конфликти. След началото на Втората световна война се засилват опасенията, че страната може да бъде въвлечена във войната, особено след образуването на Тристранния пакт през есента на 1940 година.
В свое обръщение към нацията, излъчено по радиото на 29 декември 1940 година, президентът Франклин Делано Рузвелт обявява нов външнополитически курс – въздържане от пряка намеса във войната, но съпътствано с масирана милитаризация на икономиката, която да увеличи военните възможности на Съединените щати и да подпомогне воюващите срещу Тристранния пакт страни – най-вече Великобритания, но също Китай и Гърция.
В изпълнение на новата доктрина значителни промишлени мощности са реорганизирани за военно производство, в рамките на година числеността на американските въоръжени сили се увеличава четирикратно, а през март 1941 година е създадена програмата „Заем-наем“ за подпомагане на Съюзниците. След нападението на Япония през декември 1941 година Съединените щати се включват пряко във войната, но до нейния край играят ключова роля във военното снабдяване на Съюзниците, произвеждайки около две трети от тяхното военно оборудване в рамките на войната.